# Language Weaver
Language Weaver est une société basée à Los Angeles, en Californie.
Fondée par Kevin Knight et Daniel Marcu de l'USC (université de Californie du Sud), Language Weaver propose un logiciel de traduction automatique fondée sur un système d'auto-apprentissage de la langue par la lecture de grande quantité de texte, en y extrayant les dictionnaires, les modèles, et les règles statistiques de traduction.
On espère qu'un jour un tel logiciel pourra trouver les règles grammaticales que les scientifiques n'ont pu à ce jour encore modéliser et comprendre.
Le programme emploie la probabilité et l'approche cryptologique pour traduire une langue.
Une limitation du programme est relative à l'importante puissance de calcul nécessaire.
Les produits de Language Weaver actuellement peuvent traduire quinze langues, essentiellement les "grandes" langues tel que qu'anglais, l'arabe, le chinois, le français, et l'espagnol.
L'approche statistique utilisée par Language Weaver exige de grandes quantités de texte précédemment traduit afin de développer le système pour une nouvelle langue.
Leur produit personnalisé permet à des utilisateurs de modifier le comportement du produit de traduction pour mieux traiter les domaines spécialisés et fortement techniques.

## Historique
La traduction automatique basée sur la cryptographie était une idée de Warren Weaver, qui a envoyé une note à 250 scientifiques travaillant dans le domaine de cryptographie en 1947, où il a suggéré de résoudre la traduction comme problème de décodage.